# Особняк Тассель
Особняк Тассель (фр. Hôtel Tassel) — дом учёного и профессора Эмиля Тасселя в Брюсселе, построенный бельгийским архитектором Виктором Орта в 1893—1894 годах. Считается первым примером стиля модерн в архитектуре.
Особняк стал вехой в истории архитектуры по причине инновационной для своего времени планировки, внимания архитектора к оформлению интерьеров и применению новаторских материалов для строительства и отделки: на фасаде видны частично обнажённые металлические притолоки и проёмы арочных окон.

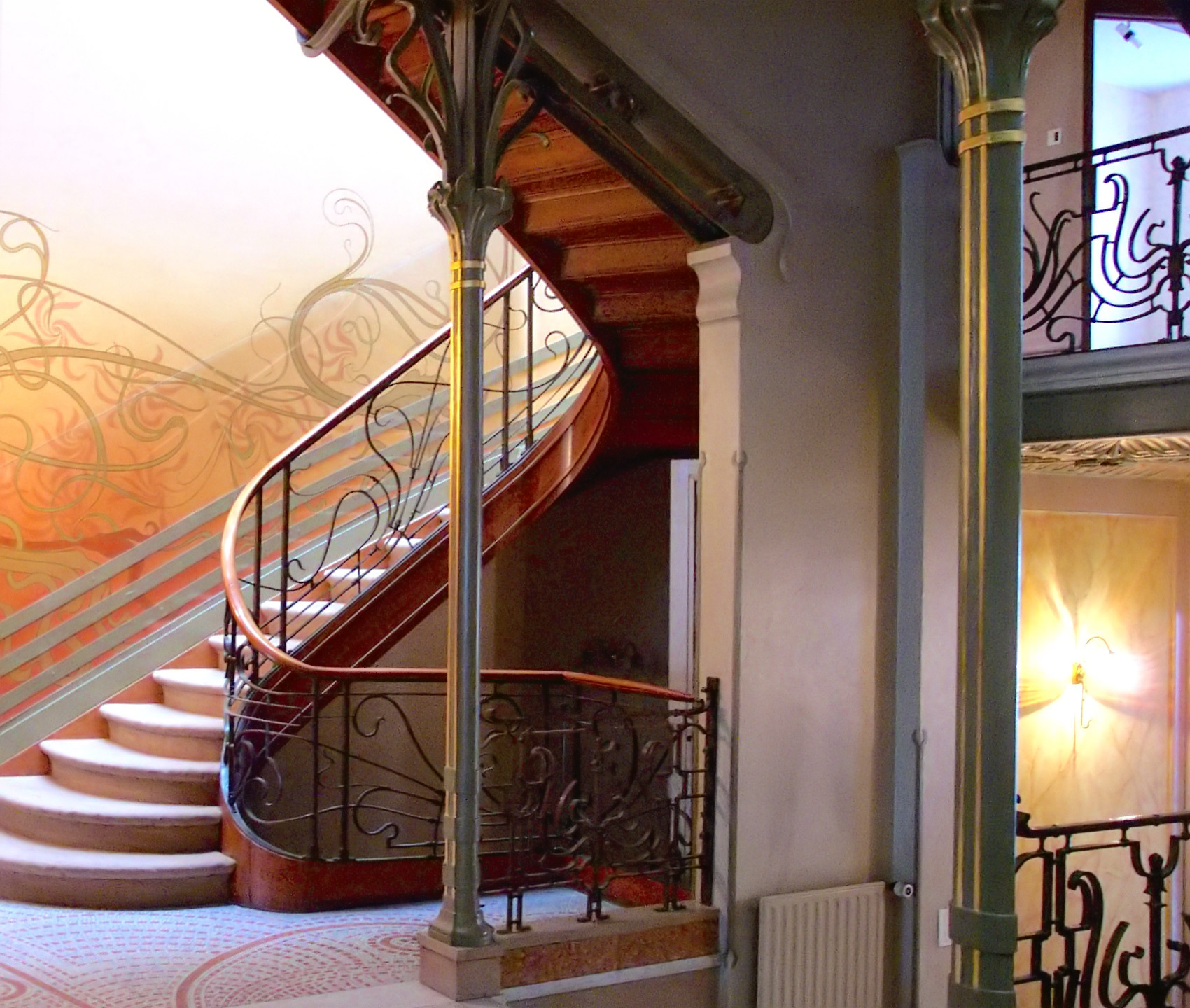
Главная лестница

Дом состоит из трёх частей: два здания из кирпича и натурального камня соединены между собой стальной конструкцией, покрытой стеклом, содержащей ступени и площадки, соединяющие различные помещения в доме, а также служащей — благодаря стеклянной крыше — источником естественного освещения. В особняке стоит единственная колонна, на которую опирается потолок. Полы в доме выложены мозаикой, деревянные двери богато декорированы. Открытая лестница и стены богато украшены извивающимися орнаментами; сам архитектор говорил, что вдохновлялся природными мотивами, «оставив лишь стебель от цветка».
Вместе с двумя другими особняками работы Орта и его бывшей мастерской дом Тасселя в 2000 году был включён в список объектов Всемирного наследия ЮНЕСКО. Здание в настоящее время занято Европейским информационным советом по продовольствию и недоступно для посещений.